# Horcajo de la Sierra-Aoslos
Horcajo de la Sierra-Aoslos (anteriormente Horcajo de la Sierra) es un municipio español de la provincia y Comunidad de Madrid. Situado en el Valle Medio del Lozoya, en la comarca de la Sierra Norte de Madrid, tiene una población de 233 habitantes (INE 2024) y comprende las localidades de Horcajo de la Sierra y Aoslos. 

## Geografía
El pueblo de Horcajo de la Sierra se ubica en las estribaciones meridionales del macizo montañoso de Somosierra, en un alto llamado "Los Altillos", a 1066 m de altitud, y está rodeado por dos arroyos, el de la Hera y el de los Haces, que confluyen en el Arroyo del Valle y con el río Madarquillos, afluente del Lozoya. El término linda con los municipios de Madarcos, Horcajuelo de la Sierra, Piñuécar-Gandullas, Robregordo y La Acebeda.
En el término municipal hay dos núcleos de población: Horcajo de la Sierra (capital) y Aoslos. Aoslos está situado en una zona llana, rodeada de prados, a 3 km de Horcajo de la Sierra. Según el padrón hecho para las elecciones municipales de 22 de mayo de 2011 Horcajo de la Sierra-Aoslos tiene 171 habitantes empadronados.

## Historia
El origen del primer asentamiento urbano en Horcajo de la Sierra no está determinado con exactitud. Sí hay acuerdo en que se trata de una de las primeras poblaciones de la zona. La elección de su emplazamiento sobre un cerro que domina el principal camino hacia el norte de la península ibérica, hace pensar en una finalidad defensiva, además de ganadera. Ya en el siglo XIII constituía una comunidad de pastos dependiente de Buitrago. 
La población fue creciendo de forma muy lenta hasta el siglo XX. En 1930, se alcanzó el techo poblacional con 489 habitantes. A partir de esa fecha se inicia un intenso declive; según el Nomenclátor de 1940 había una población de derecho de 455 habitantes y según el Instituto Nacional de Estadística, los residentes mayores de edad (21 años), en 1955 eran 300 habitantes.
Antes del año 2009 el nombre del municipio era sólo Horcajo de la Sierra; entonces se incorporó el nombre del otro núcleo, Aoslos, para quedar el actual: Horcajo de la Sierra-Aoslos.

## Demografía
Cuenta con una población de 233 habitantes (INE 2024).
| Gráfica de evolución demográfica de Horcajo de la Sierra-Aoslos entre 1842 y 2023 |
| |
| Población de derecho según los censos de población del INE Población de hecho según los censos de población del INEEn este censo se denominaba Horcajo y Aoslos: 1842 En estos censos se denominaba Horcajo: 1857 y 1860. En estos censos se denominaba Horcajo de la Sierra: 1877, 1887, 1897, 1900, 1910, 1920, 1930, 1940, 1950, 1960, 1970, 1981, 1991 y 2001 |

## Comunicaciones

### Por carretera
Se accede desde la A-1 hasta la salida 85/83 y se continúa por la M-141 hasta Horcajo o Aoslos.

### Autobús
| Línea | Recorrido                                        |
| ----- | ------------------------------------------------ |
| 191   | Madrid (Plaza de Castilla) – Buitrago del Lozoya |
| 191B  | Buitrago del Lozoya - Somosierra                 |
| 196   | Madrid (Plaza de Castilla) – La Acebeda          |

Sólo algunas expediciones de la línea 191 dan servicio a Aoslos, realizando parada en la vía de servicio de la A-1. La línea 191B contiene expediciones que no dan servicio al municipio de lunes a viernes laborables. La línea 196 sólo da servicio al municipio los sábados laborables, domingos y festivos. Se recomienda consultar horarios.

## Rutas
Aoslos-Horcajo-Cebollera la Nueva: ruta de unos doce kilómetros. Partiendo de Aoslos se alcanza Horcajo por un bellísimo recorrido de fresnedas y robledales entre prados cercados de piedra. La llegada a Horcajo resulta verdaderamente hermosa, observando la población sobre un cerrete cercado de espléndidos nogales, choperas, huertos y demás arboledas que le dan un aspecto de aldea medieval muy ruralizada. Se puede cruzar la población o incluso no haría falta ya que remontando el cauce del arroyo del valle y tomando la referencia del pico de la cebollera la nueva llegaríamos directamente a nuestra meta.

## Fiestas
Las fiestas de Horcajo se celebran en honor a la Virgen y San Roque los días previos al 16 de agosto. Cinco días en los que el pueblo se mueve entre dulzainas, limonada y música de orquesta.
La ronda de chicas da el pistoletazo de salida a las fiestas. Durante esa primera noche las mozas de Horcajo recorrerán el pueblo cantando jotas a todos los mozos mayores de 14 años que se encuentren solteros. Al día siguiente serán ellos los que, a las 3 de la mañana, se tomen la revancha, casa por casa, rondando a todas la mozas que estén solteras. 
Durante los tres días siguientes se dedicarán las mañanas a la misa, la procesión y la limonada, mientras que las tardes se reservarán a los más pequeños con castillos hinchables y juegos. La noche será de los jóvenes con la actuación de la orquesta hasta altas horas de la madrugada. 
El 16 de agosto finalizan las fiestas con la tradicional subasta de “las rosquillas de San Roque” y la caldereta popular.

## Curiosidades
Horcajo de la Sierra se nombra en la película Historias de la radio de José Luis Sáenz de Heredia.